# Gerty Archimède
Gerty Archimède (Morne-à-l'Eau, 26 aprile 1909 – Morne-à-l'Eau, 15 aprile 1980) è stata una politica e avvocata francese.
Avvocatessa della Guadalupa (Antille francesi), fu la prima donna ad essere ammessa al barreau (l'ordine degli avvocati) dell'isola. Interessatasi ad un certo momento della sua vita alle battaglie politiche, si è impegnata da deputata del Partito Comunista Francese per i diritti delle donne, militanza che proseguì fino alla sua morte.
Fondò alla Guadalupa una sezione dell'Union des femmes françaises (Unione delle donne francesi) che, organizzata in comitati comunali, ausiliava le donne nelle pratiche di riconoscimento del loro diritto all'assistenza sanitaria, alla pensione di anzianità e alla promozione sociale.
Partecipò a numerosi congressi ed incontri internazionali e scrisse diversi articoli sulla stampa guadalupana, sempre in difesa e promozione dei diritti delle donne. Riuscì a trasformare l'UFF della Guadalupa in Union des femmes guadeloupéennes (Unione delle donne guadalupane).